# Helen Meles
Helen Meles (Eritrea, 1980) es una actriz y cantante eritrea, reconocida por haber publicado hasta la fecha siete álbumes de estudio y una gran cantidad de sencillos y por figurar en importantes producciones cinematográficas en Eritrea.

## Biografía
Empezó su carrera musical a los ocho años luego de unirse a la agrupación Red Flowers en Kassala, Sudán. La banda, conformada por simpatizantes del Frente Popular para la Liberación de Eritrea, le dio la oportunidad a Meles de realizar conciertos a lo largo de Sudán como cantante principal.
A los trece años se unió al mencionado Frente Popular. Es conocida por su exitosa transición de excombatiente de guerra con el grupo a prominente cantante.

## Discografía

### Estudio
- Vol. 1 - Kuhulay Segen - 1997
- Vol. 2 -  'Ti Gezana - 1998
- Mamina (con Amleset Abay)
- Vol. 3 - Remix Of Kuhulay Segen - 2000
- Vol. 4 - Res'ani - 2003
- Vol. 5 - Halewat - 2006
- Vol. 6 - Baal Sham - 2013

## Filmografía
- Fikrin Kunatn (1997)
- Debdabieu (1999)
- Mesilka'we (2000)
- Rahel (2002)
- Manta Fikri (2004)
- Tuwyo Netsela (2006)
- Menyu Tehatati (2007)